# Angel Gentschew
Angel Angelow Gentschew (bulgarisch Ангел Ангелов Генчев; * 31. Januar 1967 in Targowischte) ist ein ehemaliger bulgarischer Gewichtheber.

## Karriere
Er gewann bei den Europameisterschaften 1988 mit 372,5 kg die Goldmedaille in der Klasse bis 75 kg. Bei den Olympischen Spielen 1988 wurde er zuerst Sieger. Nachdem er aber bei der Dopingkontrolle positiv auf Furosemid war, wurde er gesperrt und die Goldmedaille aberkannt. Bei den Weltmeisterschaften 1994 gewann er mit 340,0 kg die Bronzemedaille in der Klasse bis 70 kg.
Sein Sturz in den Ruin nach der Sperre wurde im Dokumentarfilm Saltomortale (2015) beschrieben.